# میکا داونز
میکا داونز (انگلیسی: Micah Downs؛ زادهٔ ۸ سپتامبر ۱۹۸۶) بازیکن بسکتبال اهل ایالات متحده آمریکا است.
از باشگاه‌هایی که در آن بازی کرده‌است می‌توان به باشگاه بسکتبال مانرسا و مین رد کلاوز اشاره کرد.